# Chiesa di San Massimo (Torino)
La chiesa di San Massimo è un edificio di culto cattolico che si trova nella zona centrale di Torino, in via San Massimo angolo via Mazzini, non lontano da corso Vittorio Emanuele II. Fu costruita tra il 1845 e il 1853 e progettata dagli architetti Carlo Sada e Giuseppe Leoni, ed è dedicata a San Massimo, primo vescovo di Torino. Assieme alla chiesa di San Francesco di Sales, è un esempio di architettura neoclassica dell'Ottocento nel Borgo Nuovo.

## Storia
La chiesa, a ridosso dei giardini Cavour e dall'aiuola Balbo, venne realizzata su sollecitazione nel 1843 degli abitanti del nuovo quartiere, il cosiddetto Borgo Nuovo (l’area compresa tra le attuali via della Rocca, dei Mille, e Mazzini). La commissione giudicatrice del bando di concorso scelse Giuseppe Leoni e Carlo Sada, che la progettarono in gusto tardo-neoclassico. Il lotto di terra venne fornito dal Comune, con 60.000 lire assieme ad altre 90.000 fornite da Carlo Alberto. La prima pietra fu posta nel 1849 e la chiesa venne dedicata il 14 giugno 1853.
La chiesa fu danneggiata dai bombardamenti dell'aeronautica militare britannica l'8 dicembre del 1942 e il 13 luglio del 1943. Nell'inverno 1943-1944, il parroco Pompeo Borghezio vi accolse riunioni del Comitato di liberazione nazionale. Durante la guerra egli aiutò ebrei e partigiani e, nel marzo del 1945, ospitò un apparecchio radiotrasmittente per fornire informazioni agli alleati.

## Descrizione
La chiesa di San Massimo è a croce latina con navata unica. Fu definita da Cavallari-Murat "un palazzo tra i palazzi", per via dell'allineamento perfetto con il reticolo viario del nuovo borgo circostante, dato dalla forma allungata della croce latina e dalla posizione centrale del transetto, che rende il presbiterio lungo quanto l'ingresso. Questo collocamento della cupola e del transetto a metà dell'edificio aiuta a evitare il controsenso strutturale di una cupola montate al di sopra di un frontone, posizionamento criticato Francesco Milizia poiché un tetto a falde (evocato dal frontone classico) non potrebbe sopportare una cupola. Il pronao di San Massimo dunque appare leggero e privo di tale struttura pesante, inserendosi elegantemente nel contesto della piazzatta antistante.

L'imponente cupola di 45 metri di altezza è stata affrescata da Paolo Emilio Morgari e ornata all'esterno con statue di profeti di Giovanni Albertoni, Silvestro Simonetta, Giuseppe Raimondi e Giuseppe Dini. La cupola si innesta sulla volta a botte di copertura con un alto tamburo circondata con una serie di colonne di altezza uguale alla calotta semisferica. La facciata neoclassica espone un pronao tetrastilo corinzio con quattro nicchie adornate da statue in marmo raffiguranti i quattro evangelisti opere degli scultori Antonio Bisetti (San Giovanni),  Giuseppe Bogliani (Santi Marco e Luca), Santo Varni (San Matteo)  donate da Vittorio Emanuele II nel 1853 e realizzate negli anni successivi.
Lo spazio interno si presenta a navata unica ipostile con copertura a botte, su modello di provenienza dal neoclassicismo francese (tale la Chiesa di Saint-Philippe-du-Roule) elaborato in Piemonte precedentemente anche da Giuseppe Talucchi. All'interno, nel battistero realizzato da Cesare Reduzzi, la pala della Natività della Vergine del Legnanino (1707). Nell'abside affresco di Francesco Gonin (1853) che raffigura San Massimo che predica ai Torinesi incitandoli a difendersi da Attila . La Pietà, nella cappella di San Giuda Taddeo, appena entrati sulla destra, è opera dello scultore ligure Salvatore Revelli (1816 - 1859) e fu donata dal duca di Genova Ferdinando di Savoia-Genova. Altri affreschi sono opera di Gonin, Gastaldi, Paolo Emilio Morgari, e Quarenghi.
L'organo a tre manuali - uno fra i più pregevoli di Torino e completamente ripristinato nel 2015 - è la prima opera considerevole del giovane Carlo Vegezzi-Bossi: lo strumento, presentato all'Esposizione generale italiana di Torino del 1884, è stato riallestito l'anno successivo nella chiesa.